# Crazannes
Crazannes – miejscowość i gmina we Francji, w regionie Nowa Akwitania, w departamencie Charente-Maritime.
Według danych na rok 1990 gminę zamieszkiwało 357 osób, a gęstość zaludnienia wynosiła 74 osób/km² (wśród 1467 gmin regionu Poitou-Charentes Crazannes plasuje się na 665. miejscu pod względem liczby ludności, natomiast pod względem powierzchni na miejscu 1079.).